# Sven Wenström

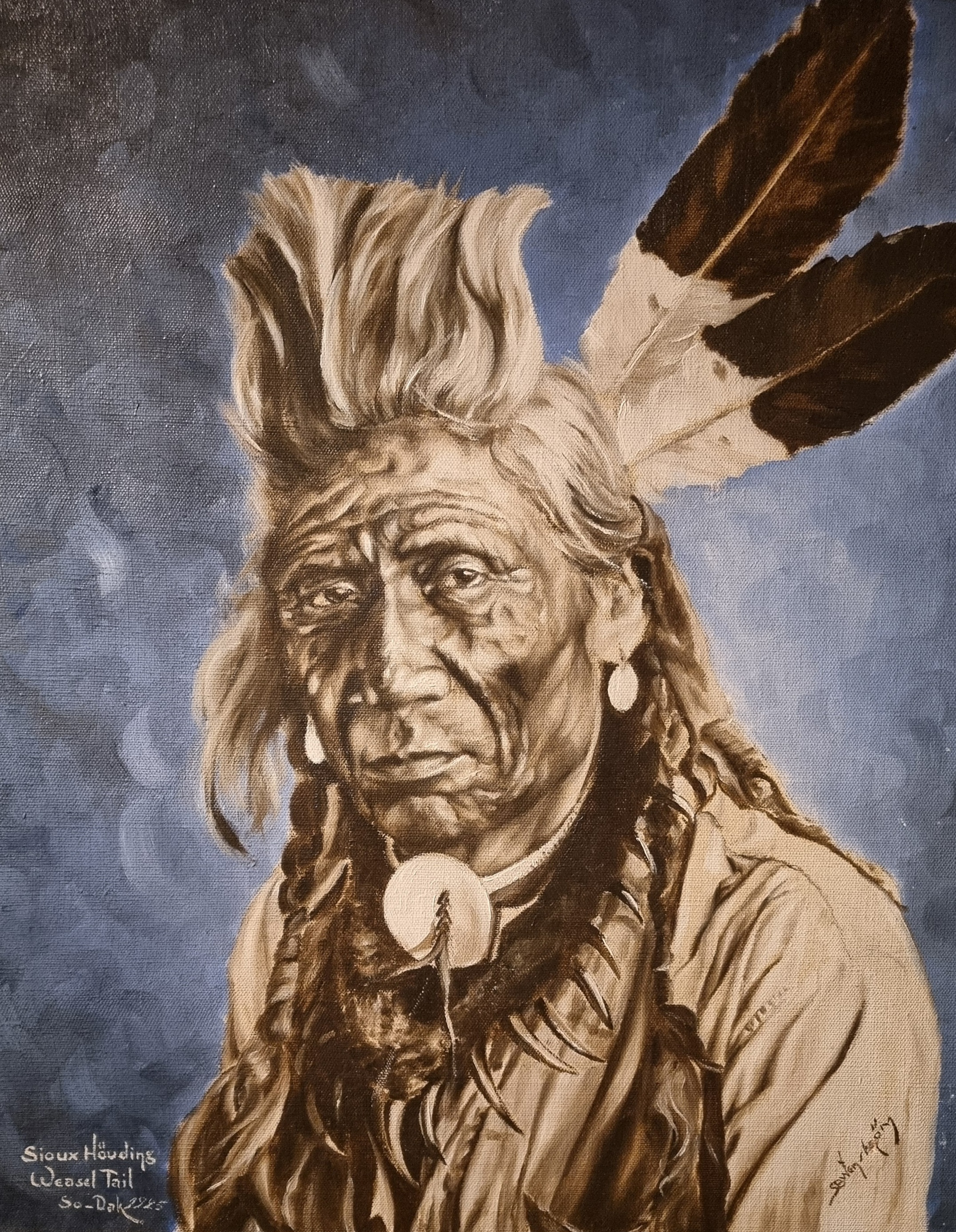
Svartfotindianernas (Piikáni) hövding Weasel Tail (ca 1860-1950), Montana, USA. Porträtt i olja av Sven Wenström efter fotografi av Tomar J Hileman från ca 1927.

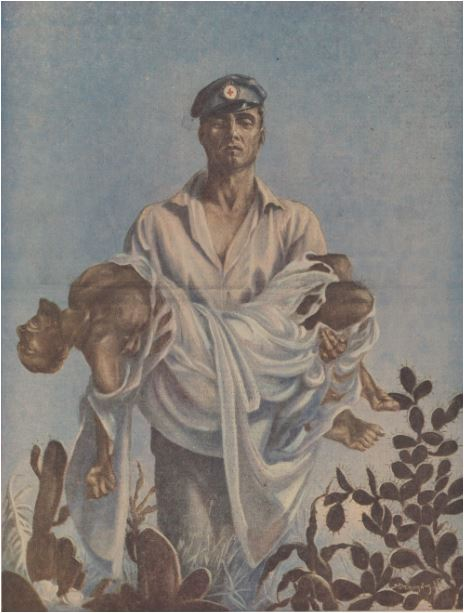
Svensk samarit, oljemålning från 1935 av Sven Wenström, reproducerad av Dagens Nyheter i söndasbilagan 1935-12-15 som helsidesbild, och sedan skänkt till Röda korset.

Sven Birger Wenström (folkbokförd Venström), född 8 december 1898 i Stora Malm, Södermanland, död 5 april 1973 i Flen, var en svensk målare, tecknare, skulptör och etnografisk skildrare.

## Biografi
Han var son till lokföraren Carl Oskar Wenström och Olivia, född Johansson. Från 1929 var han gift med folkskolläraren Rut, född Jacobson (1900–1985). Wenström tänkte först utbilda sig till målare i Katrineholm men hoppade av utbildningen och gick till sjöss 1914. Han kom till USA 1916 där han studerade reklamkonst och dekorationsmåleri på en federal målarskola i Minneapolis.

### Tidig karriär (1916-1940)
För sina sista sparade pengar reste han till South Dakota där han hoppades kunna måla av intressanta personer bland Sioux- och Navajo-stammarna från den nordamerikanska ursprungsbefolkningen, som var hans egentliga syfte med USA-vistelsen. Han fick arbete på en ranch som cowboy och under sju somrar levde han med Dakota-siouxerna och följde med dem på deras vandringar. Han togs upp av en stam Dakota-siouxer i Crow Creek-reservatet, som gav honom namnet Starka vinden. Han besökte också bland annat Pueblofolket i New Mexico, Navajofolket i Arizona och New Mexico och Svartfötterna i Montana. Under sin tid i Crow Creek och hos andra stammar fyllde han flera skissböcker och målade ett flertal porträtt av reservatens invånare. Han gjorde ett kort besök i Sverige 1922 innan han reste först till Kanada och därefter till Alaska för att prova på livet som guldvaskare och pälsjägare, men framför allt för att porträttera människor från de nordamerikanska urfolken och guldgrävare.
Han återvände till Sverige 1927 och bosatte sig i Ekstugan i Flen. Där drev han, vid sidan av sitt konstnärskap och med hjälp av en föreståndare, ett vandrarhem med sängplatser för ett 50-tal gäster från senare delen av 1930-talet fram till 1947 då han avyttrade vandrarhemmet till Flens Lottakår. Han gjorde studieresor till Paris 1934 och 1949 samt till London 1951 och 1953. När vinterkriget bröt ut i Finland i november 1939 anmälde han sig som frivilligsoldat för att försvara Finland mot Sovjetunionens angreppskrig, och han deltog i februari och mars 1940 i striderna i Karelen med den Svenska frivilligkåren.

### Senare karriär (1950-1973)
I mitten av 1950-talet plockade han fram sina skissböcker från sin långa vistelse i Nordamerika på 1910- och 1920-talet, och utförde ett antal miljöskildringar och porträttmålningar i olja av medlemmar av den nordamerikanska ursprungsbefolkningen, exempelvis Teton Dah-co-ta Chief from Crow Creek, Old Navajo Women from Gallup, New Mexico, Navajo boy from Sandia, New Mexico och Hopi girl with a Kachina Doll of Oraibi, Arizona, raka och realistiska porträttstudier "som pendlar mellan indianboksheroisering och medkännande humanism". Några av skisserna och målningarna trycktes också som pamfletter i form av vykort med information och med bildtexten En hundraprocentig amerikan för att uppmärksamma indianernas sak i USA. Den svenska Skolöverstyrelsen köpte också några av målningarna för att användas som förlagor för ett tryckt läromaterial. 1962 gjorde han ett återbesök i Crow Creek och besökte då även andra indianreservat i USA under resan som varade ett par månader. Wenström framhöll själv att han "troligen bättre än någon annan svensk känner indianernas svåra  belägenhet i USA och att han genom sin konst vill 'söka sprida en sann kännedom om detta begåvade folks kamp för sin tillvaro'." Wenströms engagemang för Nordamerikas ursprungsbefolkning tog sig också andra uttryck. Med sin hustrus hjälp startade han ett brevväxlingsprojekt mellan svenska skollelever och barn i indianresrvaten i South Dakota, och han startade även en insamlingsverksamhet med hjälpsändningar av kläder och skor till indianreservatens invånare. Han medverkade också i radion och berättade om sin tid tillsammans med ursprungsbefolkningen under åren i Nordamerika.

## Utställningar
Sven Wenström hade 1935 en separatutställning i Eskilstuna och han medverkade i samlingsutställningar i såväl Sverige som USA, bland annat 1934 i Chicago. I december 1973 arrangerade Flens kulturnämnd i samarbete med Flens hembygdsförening och Länsbildningsförbundet i Södermanland en minnesutställning med Sven Wenströms arbeten. Förutom porträtten och skildringarna från hans vistelser i Nordamerika, består hans konst av porträtt av samtida och historiska personer, bland annat målade han ett porträtt av den amerikanska sångaren Marian Anderson, som han 1949 skänkte till Röda korset att sälja på välgörenhetsauktion. Tidigare hade han också till Röda korset 1935 skänkt oljemålningen Svensk samarit i anslutning till den svenska hjälpinsatsen abessinienambulansen till Etiopien. Han arbetade även med skulpturer i trä och sten, bland annat porträtthuvuden av representanter för Nordamerikas olika urfolk. I samarbete med bildhuggaren Roland Westerberg utförde han reliefer med historiska motiv på hallkistor. 

## Arv
En av Wenströms målningar, ett porträtt av en indianhövding, förvärvades 1959 av Sir Winston Churchill till hans privata konstsamling. Wenström är representerad i Etnografiska museet i Stockholm med ett indianporträtt i olja och i Nordiska museets samling med en kista förfärdigad av Wenström och Westerberg. Vid sidan om det egna skapandet hade Wenström byggt upp en stor samling av Jenny Nyströms konst omfattande 130 konstverk, vilka han och hustrun 1966 donerade till Flens kommun.
Sven Wenström och hans hustru är gravsatta i minneslunden på Södra kyrkogården i Flen.

### Webbkällor
- Sven Wenström, lexikonettamanda.se
- Wenström, Sven (1899–1973), digitaltmuseum.se